# Nanorrhinum ramosissimum
Nanorrhinum ramosissimum är en grobladsväxtart som först beskrevs av Nathaniel Wallich, och fick sitt nu gällande namn av Betsche. Nanorrhinum ramosissimum ingår i släktet Nanorrhinum och familjen grobladsväxter. Inga underarter finns listade i Catalogue of Life.